# Charles Gide
Charles Gide (Usès, 1847 - París, 1932) va ser un economista francès, gran divulgador de l'economia i defensor del cooperativisme a nivell global. Va ser professor en diverses universitats de França. El seu treball se centra en història de l'economia i del pensament econòmic, i va ser un dels fundadors de la Revue d'économie politique. És oncle de l'escriptor André Gide.

## Obres
- Du droit d'association en matière religieuse (1872)
- Principes d'économie politique (1884)
- La coopération (1900)
- Histoire des doctrines économiques (1904, amb Charles Rist)